# Jan Davids
Jan Davids (Vries, 10 oktober 1767 - aldaar, 18 december 1843) was een Nederlandse burgemeester.

## Leven en werk
Davids werd in 1767 te Vries geboren als zoon van Hendrik Hendriks en van Willemtien Jans. Hij was landbouwer en was tevens van 1811 tot 1843 eerst maire en daarna burgemeester van de gemeente Vries. De omvang van het gemeentelijk apparaat was in die tijd klein en bestond uit een burgemeester, die tevens gemeentesecretaris was en een ontvanger. De gemeenteraadsvergaderingen vonden tot 1838 plaats in een van de plaatselijke herbergen. Nog tijdens het burgemeesterschap van Davids werd besloten, op aandrang van de provincie Drenthe, om een arrestantenverblijf te bouwen, gecombineerd met een veldwachterswoning en een ruimte voor het gemeentelijk apparaat. Davids heeft van 1838 tot 1843 van deze nieuwe accommodatie, het eerste gemeenthuis van Vries, als burgemeester gebruikgemaakt.
Davids is tweemaal getrouwd geweest. Na het overlijden van zijn eerste vrouw Aaltien Jans hertrouwde hij met Geessien Baving. Hij overleed in december 1843 op 76-jarige leeftijd in zijn woonplaats Vries. Tot zijn overlijden heeft hij het ambt van burgemeester vervuld.